# Тауйска губа
Тау̀йската губа (на руски: Тау̀йская губа) е залив, тип губа, в северната част на Охотско море, край южните брегове на Магаданска област, Русия. Вдава се навътре в сушата на 75 km между полуостровите Хметевски на запад и Кони на изток. Средна ширина 120 – 130 km. Средна дълбочина 40 – 50 m. Бреговете на залива са разчленени, особено в източната част с многочислени по-малки заливи (Мотиклейски, Амахтонски, Одян) и бухти (Нагаев, Светла, Гертнер). На входа му са разположени островите Спафарев на запад и Завялов на изток. Приливите са неправилни полуденонощни с амплитуда до 5 m. В него се вливат множество реки: Тауй, Яна, Ойра, Арман, Ола и др. На източния бряг на бухтата Нагаев е разположен град Магадан.